# 지옥 (1994년 영화)
지옥(L'Enfer, Hell)은 프랑스에서 제작된 끌로드 샤브롤 감독의 1994년 영화이다. 엠마누엘 베아르 등이 주연으로 출연하였고 마린 카미츠 등이 제작에 참여하였다.

## 출연

### 주연
- 엠마누엘 베아르
- 프랑수아 클루제

### 조연
- 안드레 윌름스
- 마크 라브완
- 크리스티안 미나졸리
- 도라 돌
- 마리오 데이빗